# 尚禾文化
尚禾文化事業有限公司是台灣的一家漫畫出版社，前稱大禾出版社（1992年8月8日開設），改組後改稱尚禾文化，2003年8月8日設立。主要為代理日本的成人向BL漫畫的台灣中文版，部分作品承接自大然文化（原本拿到版權的書籍全數委託大然出版，大然倒閉後轉為自行出版），2015年5月宣佈結束營業。

## 代理漫畫
- 內衣教父
- 推理之絆
- 殭屍借貸
- 竹劍
- 荒川爆笑團
- 野性類戀人
- 野雀的戀空
- 瘋狂灰姑娘
- 魔域英雄傳說
- 愛與欲望之學園
- 我變小學一年生
- 落花流水
- 銀色鑽石
- 冰之魔物語
- 狐魅家族日記簿
- 擁抱春天的羅曼史
- 微憂青春日記
- 異國色戀浪漫譚
- 酷男的秘密情事
- 戰慄情人不設防
- 校園大萌主
- 嘟嘟貓觀察日記

## 外部連結
- 尚禾文化-官方Facebook （页面存档备份，存于）